# قزل حصار (تشناران)
قزل حصار (بالفارسية: قزل حصار) هي قرية تقع في قسم رادكان الريفي (مقاطعة تشناران) في إيران. يقدر عدد سكانها بـ 3570 نسمة بحسب إحصاء 2016.